# Miscanthus × giganteus
Miscanthus × giganteus, còn được gọi là miscanthus khổng lồ, là loài lai vô sinh của Miscanthus sinensis và Miscanthus sacchariflorus. Đây là một loại cỏ lâu năm có thân giống tre, có thể cao đến 4 m (13 ft) trong một mùa (từ mùa thứ ba trở đi). Cũng giống như Pennisetum purpureum, Arundo donax và Saccharum ravennae, chúng còn được gọi là cỏ voi.

## Hình ảnh

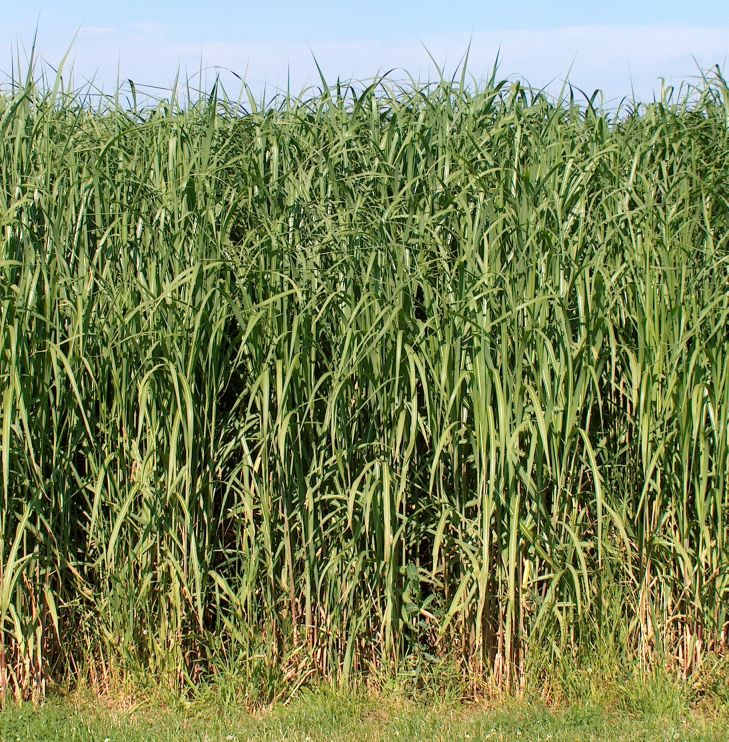